# 杭州市市长列表
杭州行政首长列表，列出自中华民国國民政府以来，浙江杭州市历任行政首长。

杭州市，简称杭，是中华人民共和国浙江省省会，副省级城市之一，长三角南翼中心城市，浙江省的政治、经济、文化和金融中心及交通枢纽，中国重要的電子商務中心，國際知名的旅遊城市。

## 历史沿革
- 1927年（民国16年）2月17日北伐军攻克杭州，各界民众集会欢迎庆祝。
- 1927年5月17日成立杭州市市政厅，厅长由中央任命，同年6月20日奉省令改为杭州市政府，厅长改称市长。
- 1928年7月3日，杭州市直隶于浙江省政府。
- 1931年（民国20年）6月10日省政府决定，撤销杭州市政府，成立杭州市政委员会。
- 1937年12月24日，日军攻占杭州。
- 1938年1月，高懿丞任汪精卫国民政府首任市长。
- 1945年，国民政府收回杭州市，周象贤于9月16日就任。
- 1949年5月3日杭州解放，5月7日成立杭州市军事管制委员会，谭震林任主任，谭启龙、汪道涵任副主任。11日，中共浙江省委成立新杭州市委，谭震林任市委书记，杨思一、张劲夫任副书记。24日，杭州市人民政府成立，市长谭震林，副市长张劲夫。

## 历任首长

### 國民政府
| 任次 | 姓名   | 就任日期       | 卸任日期       | 政党           | 备注                       |
| ---- | ------ | -------------- | -------------- | -------------- | -------------------------- |
| 1    | 邵元冲 | 1927年5月17日  | 1927年8月30日  | 中國國民黨     |                            |
| 2    | 陈屺怀 | 1927年10月10日 | 1928年10月     | ？             | 浙江省民政厅长兼任市长     |
| 3    | 黄伯樵 | 1928年10月     | 1928年11月16日 | 中國國民黨     |                            |
| 4    | 周象贤 | 1928年11月16日 | 1930年7月      | 中國國民黨     | 第一次出任                 |
| 5    | 蔡增基 | 1930年7月      | 1930年12月     | 中國民主社會黨 |                            |
| 6    | 赵志游 | 1931年6月      | 1934年8月17日  | 中國國民黨     | 曾改任杭州市市政委员会主任 |
| 7    | 周象贤 | 1934年8月17日  | 1937年12月     | 中國國民黨     | 第二次出任                 |

### 汪精卫国民政府
大日本帝国占领时期：
| 任次 | 姓名   | 就任日期      | 卸任日期      | 政党   | 备注                   |
| ---- | ------ | ------------- | ------------- | ------ | ---------------------- |
| 1    | 高懿丞 | 1938年1月     | 1938年6月14日 | 無黨籍 | 杭州市自治委员会干事长 |
| 2    | 何瓒   | 1938年6月14日 | 1939年1月22日 | 無黨籍 | 任内被暴徒击毙（刺杀） |
| -    | 谢洛   | 1939年1月     | 1939年3月     | 無黨籍 | 代理                   |
| 3    | 吴念中 | 1939年3月     | 1940年12月    | 無黨籍 |                        |
| 4    | 傅胜兰 | 1940年12月    | 1941年6月     | 無黨籍 |                        |
| 5    | 汤应煌 | 1941年6月     | 1941年9月     | ？     |                        |
| 6    | 谭书奎 | 1941年9月     | 1944年2月7日  | 無黨籍 | 任内被王乃鑫刺杀       |
| -    | 陈纯白 | 1943年2月27日 | 1944年2月     | 無黨籍 | 代理                   |
| -    | 曹翊   | 1944年2月     | 1944年4月     | 無黨籍 | 代理                   |
| 7    | 陈次溥 | 1944年4月     | 1944年9月     | 無黨籍 |                        |
| 8    | 杨寿章 | 1944年9月     | 1944年11月    | 無黨籍 |                        |
| 9    | 孙祖荃 | 1944年11月    | 1945年2月     | 無黨籍 |                        |
| 10   | 叶震东 | 1945年2月     | 1945年2月     | 無黨籍 |                        |
| 11   | 吴念中 | 1945年6月     | 1945年9月7日  | 無黨籍 | 日本投降               |

### 中華民國
| 任次    | 姓名   | 就任日期      | 卸任日期     | 政党       | 备注                       |
| ------- | ------ | ------------- | ------------ | ---------- | -------------------------- |
| 8（1）  | 周象贤 | 1945年9月16日 | 1948年11月   | 中國國民黨 | 光复后首任市长，第三次出任 |
| 9（2）  | 任顯群 | 1948年11月    | 1949年2月    | 中國國民黨 |                            |
| 10（3） | 俞济民 | 1949年2月     | 1949年5月2日 | 中國國民黨 | 中华民国在杭最后一任市长   |